# Wilhelm Haack
Wilhelm Haack (* 8. Juli 1882 in Lügumkloster; † 20. Mai 1947 in Berlin) war ein deutscher Geologe.

## Leben
Haack studierte Geologie an der Universität Göttingen, wo er 1907 bei Adolf von Koenen promoviert wurde (Der Teutoburger Wald südlich von Osnabrück). Von 1912 bis 1939 war er bei der Preußischen Geologischen Landesanstalt, für die er u. a. die Gegend um Osnabrück kartierte. 1927 wurde er Bezirksgeologe und Professor und 1935 Landesgeologe. In den 1930er Jahren befasste er sich vor allem mit Erdölgeologie. Nach dem Zweiten Weltkrieg wurde er kurz nach seiner Pensionierung nach Ostberlin bestellt und aus unbekannten Gründen verhaftet. Er starb im Gefängnis Prenzlauer Berg.
Er war seit 1908 Mitglied der Deutschen Geologischen Gesellschaft. 1912 wurde er Mitglied der Paläontologischen Gesellschaft.
1952 wurde eine Straße in Osnabrück nach ihm benannt.

## Schriften
- Zur Kenntnis der Osnabrücker Trias. In: Jb. preuss. geol. L. A., 47, 1926, S. 160–207